# Неполнокрылы
Неполнокрылы, или усачики короткокрылые (лат. Molorchus) — род жуков-усачей из подсемейства настоящих усачей.

## Описание
Надкрылья едва достигают середины брюшка. Глаза глубоко выемчатые. Усики состоят из 11 или 12-ти члеников. Бёдра булавовидные. Личинки развиваются под корой тонких побегов хвойных или лиственных пород. Для окукливания личинки проделывают ходы в древесине. Голова личинки располагается ближе к входному отверстию.

## Систематика
В составе рода:
- Molorchus asperanus Holzschuh, 1989
- Molorchus aureomaculatus Gressitt & Rondon, 1970
- Molorchus bimaculatus Say, 1824
- Molorchus carus Holzschuh, 1999
- Molorchus changi Gressitt, 1951
- Molorchus eburneus Linsley, 1931
- Molorchus foveolus Holzschuh, 1998
- Molorchus ikedai Takakuwa, 1984
- Molorchus juglandis Sama, 1982
- Molorchus liui Gressitt, 1948
- Molorchus longicollis LeConte, 1873
- Molorchus marginalis Say, 1824
- Molorchus minor (Linnaeus, 1758)
- Molorchus monticola Plavilstshikov, 1932
- Molorchus pallidipennis Heyden, 1887
- Molorchus pinivorus Takakuwa & Ikeda, 1979
- Molorchus relictus Niisato, 1996
- Molorchus sidis Newman, 1840
- Molorchus umbellatarum (Schreber, 1759)
- Molorchus pallidipennis Heyden, 1887
- Molorchus viridicollis Heller, 1924